# Пару (Тимиш)
Пару (рум. Păru) насеље је у Румунији у округу Тимиш у општини Коштеју. Oпштина се налази на надморској висини од 111 m.

## Прошлост
По "Румунској енциклопедији" место се помиње 1723. године. Црква стара брвнара из 18. века је обновљена 1889. године.
Аустријски царски ревизор Ерлер је 1774. године констатовао да место припада округу и дистрикту Лугож. Становништво је било претежно влашко. Када је 1797. године пописан православни клир ту је био парох поп Викентије Поповић (1796) који је знао само румунски језик.

## Становништво
Према подацима из 2002. године у насељу је живело 261 становника, од којих су сви румунске националности.